# Schlacht um Sewastopol 1941–1942
Die Schlacht um Sewastopol (russisch Севастопольская оборона) war eine Schlacht, die vom 30. Oktober 1941 bis zum 4. Juli 1942 an der deutsch-sowjetischen Front im Zweiten Weltkrieg um den befestigten Seehafen Sewastopol stattfand.

## Verlauf

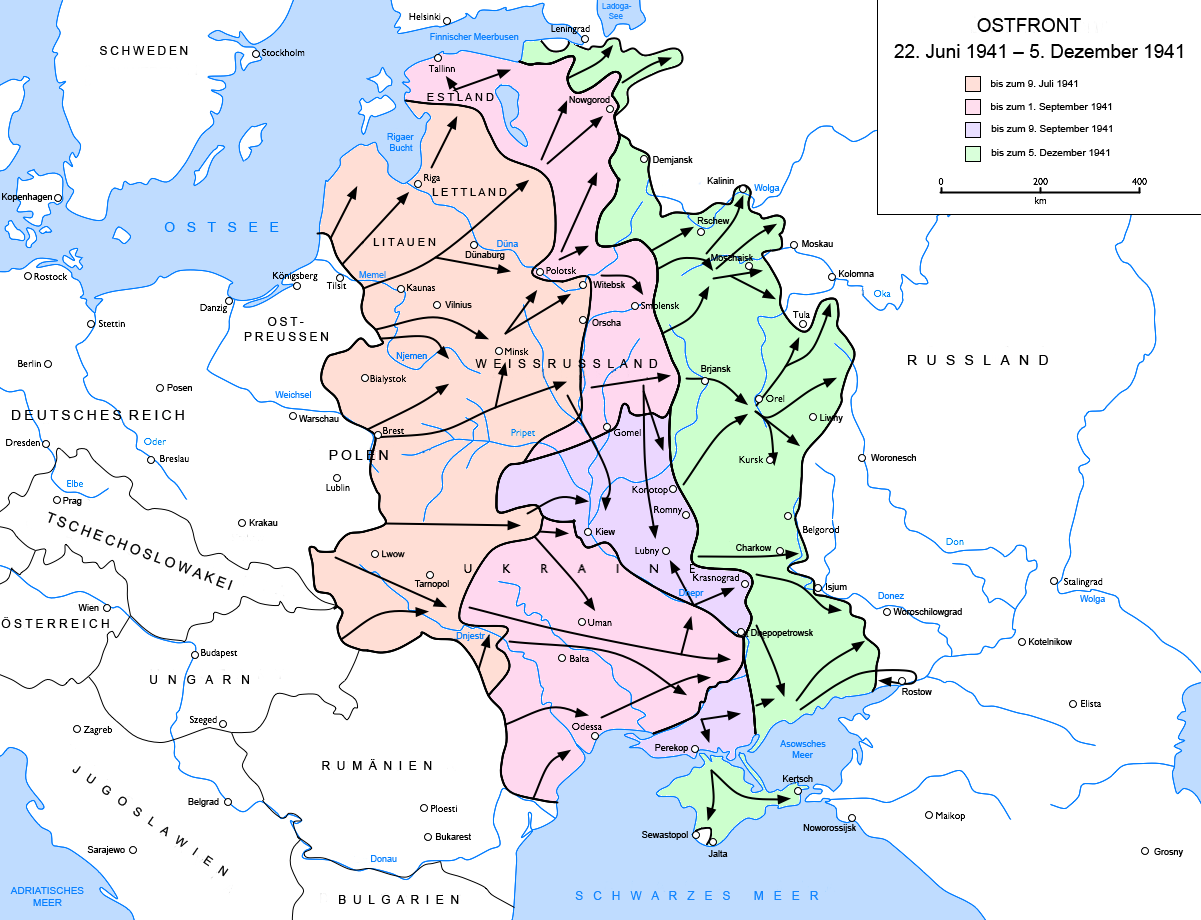
Ostfront im 2. Halbjahr 1941

### Vorgeschichte
Die deutsche 11. Armee unter General der Infanterie Erich von Manstein erreichte im Herbst 1941 die Halbinsel Krim und versuchte zwischen dem 30. Oktober und Anfang November erfolglos, Sewastopol einzunehmen. Am 4. November wurde der Sewastopoler Verteidigungsbezirk unter Filipp Sergejewitsch Oktjabrski (1899–1969), Befehlshaber der Schwarzmeerflotte, gegründet. Die sowjetische Küstenarmee wurde von Generalmajor Iwan Petrow befehligt. Dieser Bezirk umfasste rund 50.000 Mann, 170 Geschütze und 90–100 Flugzeuge. Die Hauptkräfte der Schwarzmeerflotte begaben sich Anfang November zu Häfen an der kaukasischen Küste. Etwa 15.000 Einwohner der Stadt meldeten sich zur Landwehr.

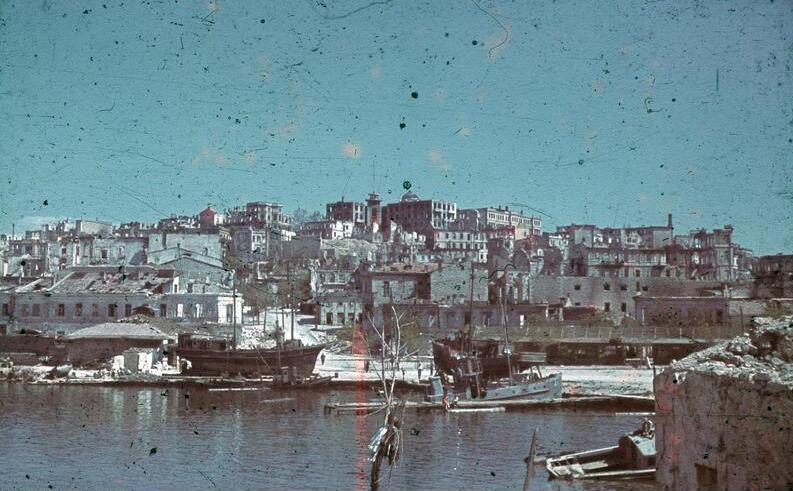
Der zerstörte Hafen von Sewastopol nach den Kämpfen (Juli 1942)

### Erste Angriffe (November 1941 bis Mai 1942)

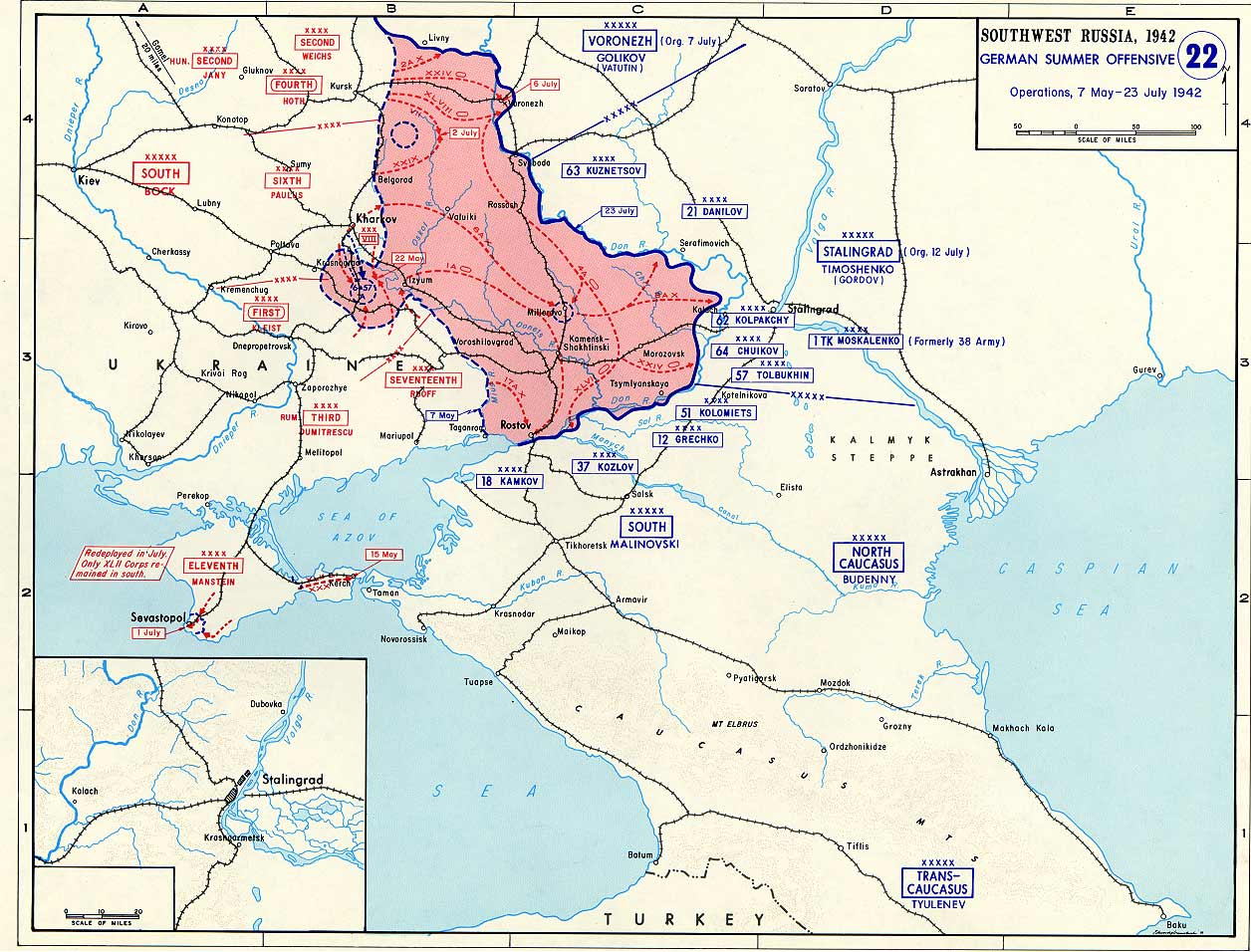
Südwest-russische Front von Mai–Juli 1942

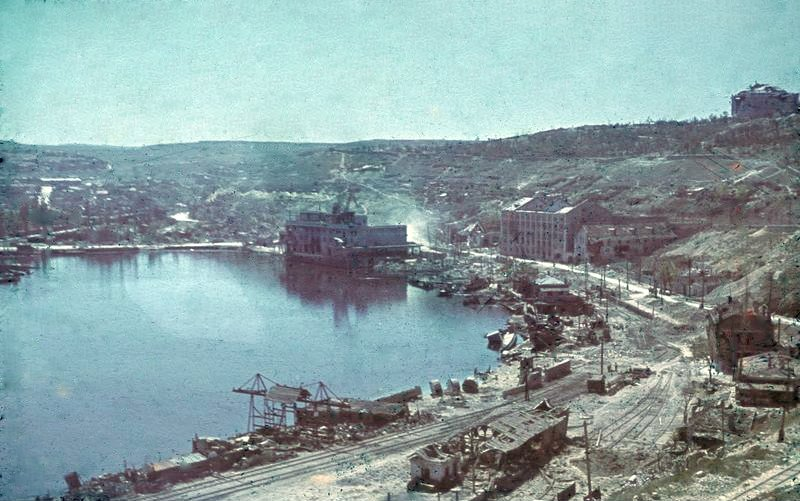
Der Hafen von Sewastopol nach der Schlacht im Juli 1942

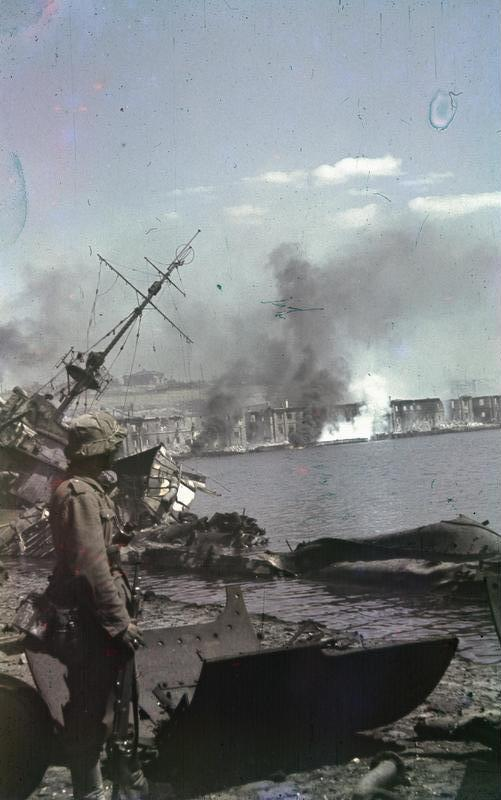
Deutscher Soldat vor einem gekenterten sowjetischen Zerstörer im Hafen von Sewastopol

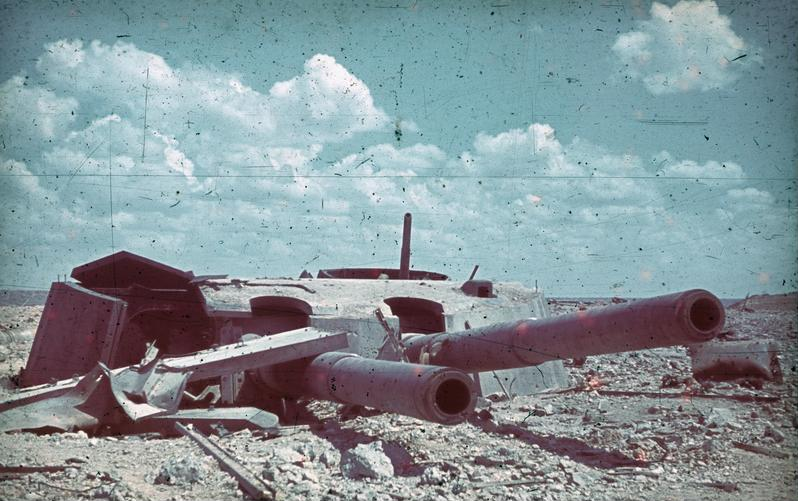
Die zerstörte Artilleriegeschütz-Batterie „Maxim Gorki“

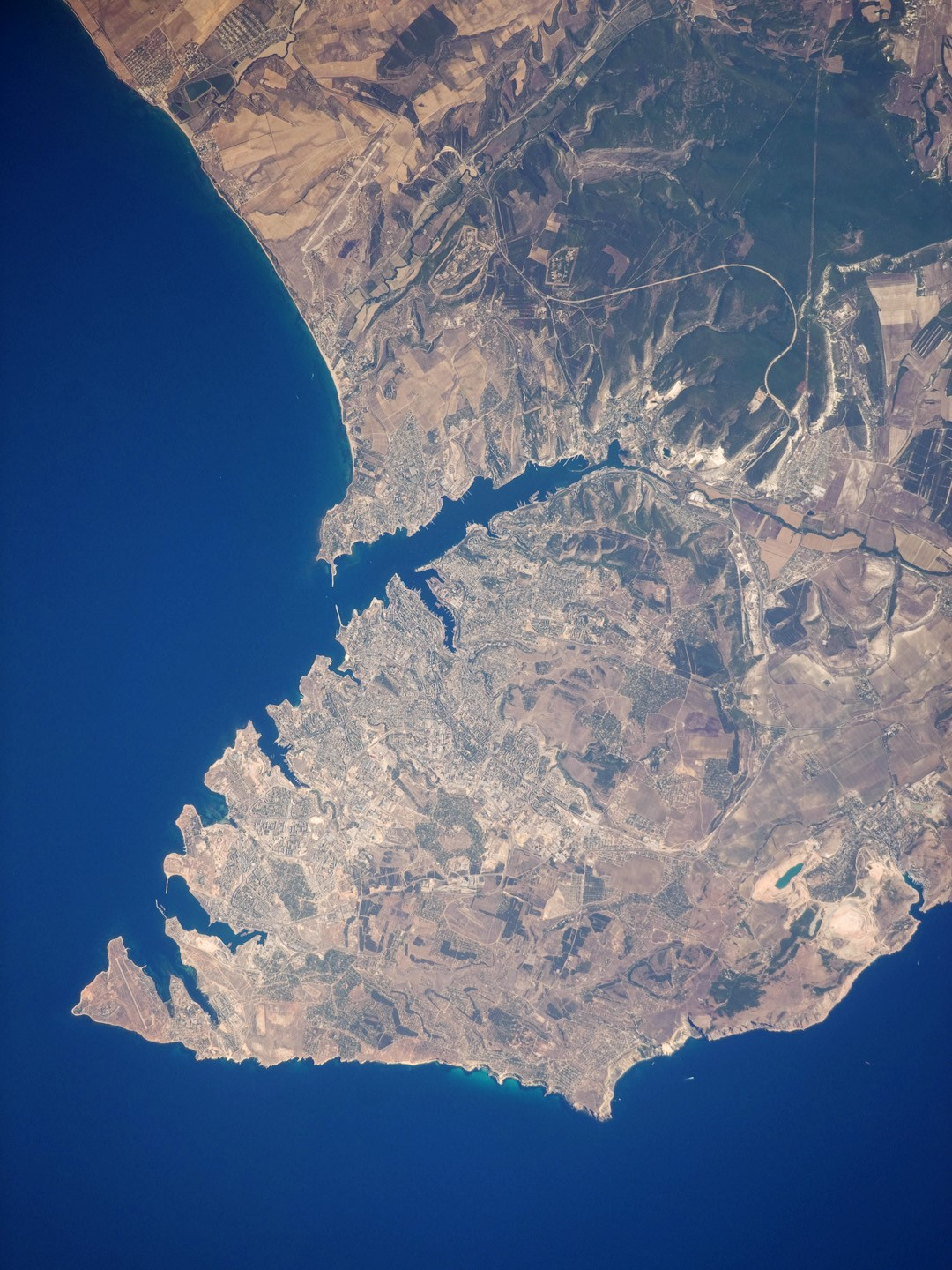
Satellitenbild des Gebietes von Sewastopol: Das dichte Waldgebiet befindet sich auf den Anhöhen und Tälern östlich des Hafens.

Am 11. November begannen vier Infanteriedivisionen, eine motorisierte Abteilung und eine rumänische motorisierte Brigade mit etwa 60.000 Mann eine erste Offensive auf Sewastopol. Der Hauptangriff wurde in Richtung Balaklawa und der Hilfsangriff entlang des Kara-Kobja-Tals geführt. Sie stießen jedoch nur ein bis vier Kilometer vor und gingen dann ab 21. November zur planmäßigen Belagerung über.
Am 17. Dezember wurde die zweite Offensive eröffnet. Sieben deutsche Infanteriedivisionen und zwei rumänische Gebirgsjägerbrigaden (1275 Geschütze, 150 Panzer und bis zu 300 Flugzeuge) griffen Richtung Nordbucht und der Hilfsangriff Richtung Inkerman entlang des Flusses Tschernaja an. Der Bezirk wurde durch zwei Schützendivisionen und eine Brigade verstärkt, die über das Meer transportiert worden waren. Unterstützt von angekommenen Schiffen und Flugzeugen führten sowjetische Truppen einen Gegenschlag durch und warfen die Achsenmächte in der Hauptrichtung zurück.
Wegen der am 25. Dezember begonnenen Kertsch-Feodossijaer Operation, einer sowjetischen Gegenoffensive im Osten der Krim, zog die Wehrmacht ihre Kräfte von Sewastopol ab. Bei Gegenschlägen der Roten Armee in Sewastopol von Januar bis März 1942 wurden die Achsenmächte an einigen Abschnitten zurückgeworfen. Ende Mai 1942 wurde die Halbinsel Kertsch mit dem Unternehmen Trappenjagd von der Wehrmacht eingenommen, was Sewastopols Lage verschlechterte.

### Unternehmen Störfang (Juni bis Juli 1942)
Unter dem Decknamen Unternehmen Störfang wurde Anfang Juni 1942 der zweite großangelegte Versuch zur Eroberung der Festung Sewastopol gestartet.
Um Sewastopol wurden dann fast die gesamten Kräfte der deutschen 11. Armee mit 7½ Divisionen und die rumänische 3. Armee mit 1½ Divisionen konzentriert, zusammen etwa 200.000 Mann.
Artillerieunterstützung erfolgte durch 24 Werferbatterien, 81 schwere und 66 leichte Batterien mit insgesamt etwa 600 Geschützen. Es wurde schwerste Artillerie mit Kaliber bis zu 800 mm eingesetzt, darunter das Eisenbahngeschütz Dora und zwei Mörser der Baureihe Karl. Die Luftwaffe trat mit dem VIII. Fliegerkorps unter Generaloberst Wolfram von Richthofen mit sieben Kampf-, drei Stuka- und vier Jagdgruppen an (etwa 600 Flugzeuge).
Anfang Juli hatten sowjetische Truppen hier nach einigen Verstärkungen eine Stärke von 106.000 Mann und verfügten über 600 Geschütze und Mörser (darunter die stark gepanzerte Küstenbatterie Maxim Gorki I und Küstenbatterie Maxim Gorki II mit je vier 30,5-cm-Geschützen) sowie 38 Panzer und 53 Flugzeuge.

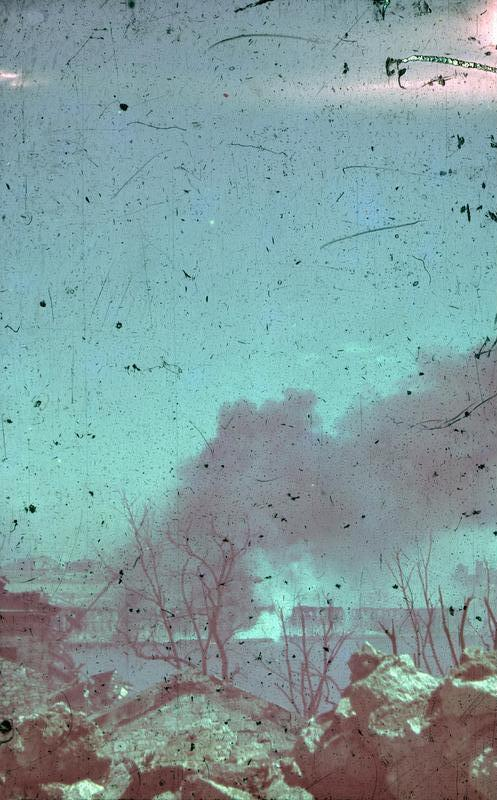
Eine brennende sowjetische Stellung im Hafen von Sewastopol

Ab dem 27. Mai wurde Sewastopol pausenlos durch Luftwaffe und die Artillerie bombardiert. Vom 2. bis zum 7. Juni wurde starke Artillerie- und Luftvorbereitung durchgeführt.
Am 7. Juni morgens begann der Angriff am Boden auf einer Frontbreite von 35 Kilometern. Der Hauptangriff wurde in Richtung Ostufer der Nordbucht gerichtet und der Hilfsangriff über die Sapun-Höhen in Richtung der südöstlichen Randgebiete Sewastopols. Angesetzt waren am südlichen Abschnitt das XXX. Armeekorps unter General der Artillerie Maximilian Fretter-Pico mit der 72. und 170. Infanterie-Division sowie der 28. leichte Infanterie-Division zwischen Balaklawa und Komary gegen die Sapun-Höhen. Am mittleren Abschnitt bei Tschorgun das rumänische Gebirgs-Korps mit der rumänischen 1. und 18. Division mit Stoßrichtung auf Inkerman. Im nördlichen Abschnitt das LIV. Armeekorps unter General Erik Hansen mit der 22., 24., 50. und 132. Infanterie-Division in Richtung zur Sewernaja-Bucht. Durch die Abwehr der deutsch-rumänischen Angriffe in den ersten fünf Tagen reduzierten sich die Munitionsvorräte der Verteidiger. Im Laufe des Angriffes erlitt die 132. Infanterie-Division derart hohe Verluste, so dass sie vollständig aus dem Gefecht genommen werden musste. Männern des Pionier-Bataillons 24 gelang es, das Fort „Maxim Gorki I“ mitsamt seinen weitläufigen unterirdischen Bunkeranlagen zu sprengen. Am 17. Juni eroberten das Infanterieregiment 31 die Forts „GPU“, „Molotow“ und „Tscheka“. Drei Tage später fielen das Nordfort und die Konstantinowski-Batterie, mit der die Hafenanlagen kontrolliert wurden. Am 18. Juni erreichten die Achsenmächte die Nordbucht, Inkerman und den Sapun-Berg. Munition und Nahrungsmittel wurden den Verteidigern nur in geringem Umfang durch sowjetische U-Boote geliefert. Am 29. Juni drangen deutsche Truppen in die Stadt und am 30. Juni auch an anderen Abschnitten ein und griffen Malachow-Kurgan an. Am Abend des 30. Juni zogen sich die sowjetischen Truppen von dort zurück. Zum 1. Juli blockierten die Achsenmächte die Küste vom Meer, die auch in Reichweite deutscher Artillerie lag, und begannen die Stadt zu besetzen. Nur wenige Rotarmisten konnten evakuiert werden. Mit der Einnahme der Halbinsel Chersones wurde die Eroberung der Krim am 4. Juli 1942 beendet.
Generaloberst Erich von Manstein wurde am 1. Juli zum Generalfeldmarschall ernannt. Für Angehörige der Wehrmacht, die an den Kämpfen auf der Krim 1941/1942 teilnahmen, wurde der Krimschild gestiftet.
Viele deutsche Frontkämpfer waren vom Heroismus der sowjetischen Verteidiger beeindruckt. Ein zeitgenössischer Bericht hielt fest:

„Man kann über eine solche Haltung nur immer wieder staunen, es ist im wahrsten Sinne des Wortes unglaublich. So haben sie auf der ganzen Linie die ganze Zeit Sewastopol verteidigt und deshalb war das eine arg harte Nuß. Das ganze Land mußte mit Bomben buchstäblich erst umgepflügt werden, ehe sie ein Stück zurückwichen“

Der Vertreter des Auswärtigen Amtes bei der 11. Armee Werner Otto von Hentig schrieb in einem Bericht am 6. Juli 1942:

„Welche Kräfte waren es, die den Russen zu solchen Leistungen befähigten? Daß die Leistungen ungeheuerlich waren, wird gerade von den Frontsoldaten anerkannt. Wie oft habe ich nicht voll Staunen gehört: ‚Das hätte kein Franzose und kein Engländer, das hätten wir nicht mal ausgehalten!’ Die Pistole des Politruks oder des Kommandanten kann es nicht allein gewesen sein, was die Leute vorwärts trieb oder zum Aushalten veranlaßte.“

Als Berichte von Frontsoldaten über den Widerstand der Sowjetsoldaten auch in Rundfunk und Presse erschienen, verbot Propagandaminister Joseph Goebbels kurzerhand jede positive Hervorhebung des sowjetischen Gegners und behauptete, es handele sich „beim Widerstand der Bolschewisten überhaupt nicht um Heldentum und Tapferkeit“, sondern allein um die „durch einen wildwütigen Terror zur Widerstandskraft organisierte primitive Animalität des Slawentums“. Er behauptete, er finde es „außerordentlich gefährlich“, dass zum Ausdruck gekommen sei, „daß auch die Sowjets eine Idee hätten, die sie zum Fanatismus und heroischem Widerstand begeisterten und sie vor keinen Entbehrungen und Anstrengungen im Interesse der Kriegführung zurückschrecken ließen.“

## Folgen

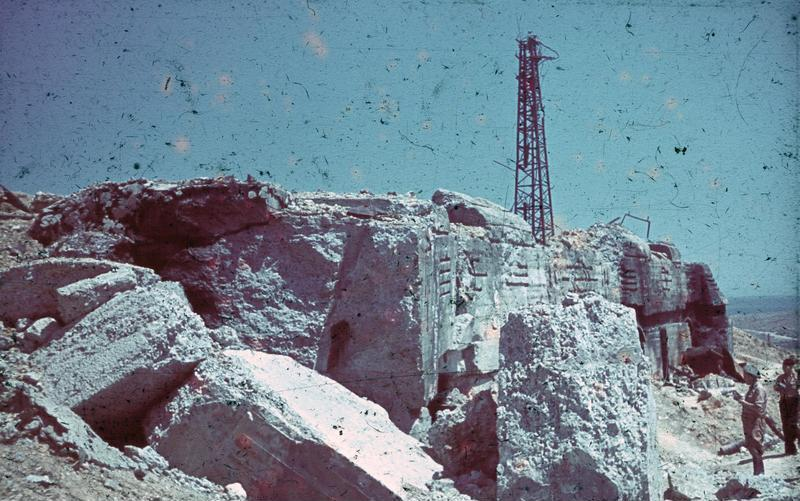
Zerstörungen bei Sewastopol, 1942

Nach der schweren Schlacht waren in der Stadt nur noch neun Gebäude unbeschädigt. Der Berliner Korrespondent der Neuen Zürcher Zeitung berichtete wenige Tage später:

„Die Stadt Sewastopol selbst, die an der Reede prachtvoll gelegen ist, bietet das Bild trostloser Verwüstung. Sie muss von Grund auf neu gebaut werden. Es steht […] kein Haus mehr, das bewohnbar wäre. Die Häuser sind entweder ausgebrannt oder […] nur noch Trümmerhaufen […].“

### Gefangene und Verluste der Roten Armee
Mehr als 10.000 sowjetische Soldaten fielen im Kampf, und im Zeitraum vom 7. Juni bis zum 4. Juli gingen etwa 97.000 Soldaten der Küstenarmee in deutsche Kriegsgefangenschaft.

### Gefechtsstärken und Verluste der deutschen Truppen
Die folgende Tabelle verdeutlichen die Gefechtsstärken und Verluste der deutschen Truppen während der zweiten großangelegten Offensive im Juni 1942:
Zu beachten ist, dass die fünf genannten Divisionen nur einen Teil der eingesetzten Truppen darstellen.
| Division                 | Kampfstärke 1. Juni 1942 | Kampfstärke 1. Juli 1942 | Gefallene | Verwundete | Vermisste | Gesamtverluste |
| ------------------------ | ------------------------ | ------------------------ | --------- | ---------- | --------- | -------------- |
| 22. Infanterie-Division  | 13.445                   | 9.297                    | 670       | 3.251      | 395       | 4.316          |
| 24. Infanterie-Division  | 11.148                   | 8.811                    | 704       | 3.295      | 136       | 4.135          |
| 50. Infanterie-Division  | unbekannt                | unbekannt                | 488       | 2.784      | 178       | 3.450          |
| 132. Infanterie-Division | 9.842                    | unbekannt                | 471       | 2.404      | 292       | 3.167          |
| 170. Infanterie-Division | unbekannt                | unbekannt                | 251       | 1.344      | 98        | 1.693          |

Die 33-tägige Schlacht um Sewastopol hatte die 11. Armee 18 Prozent ihrer Sollstärke, etwa 35.800 Mann, an Verlusten gekostet, darunter 5786 Tote oder Vermisste. Alle vier Infanterie-Divisionen des im Hauptkampf stehenden LIV. Armeekorps hatten mindestens 30 Prozent Verluste erlitten, ihre Infanteriebataillone waren stark dezimiert. Die Verluste unter Offizieren und Unteroffizieren waren mit über 200 Toten und 570 Verwundeten besonders schwer. In Choltitz’ Infanterie-Regiment Nr. 16 waren im Juni 1942 nur noch 347 Mann, von einer ursprünglichen Stärke von 3.000 Mann, einsatzfähig.
Insgesamt kostete die Eroberung der Krim vom Angriff auf Perekop bis zum Fall von Sewastopol das AOK 11 über 96.000 Mann, darunter neben 21.600 Toten und Vermissten etwa 74.000 Verwundete. Wenn auch etwa 19.000 Opfer der rumänischen Armee hinzukommen, kann man die Verluste der Achsentruppen 1941–1942 auf der Krim auf etwa 115.000 Mann festlegen. Für die Wehrmacht positiv zu bewerten war der Fall von Sewastopol insofern, als das gesamte AOK 11 frei wurde, um jetzt an anderen Frontabschnitten eingesetzt zu werden. Als Befehlshaber auf der Krim wurde General der Infanterie Franz Mattenklott bestimmt, dem als Kommandobehörde sein Generalkommando 42 belassen wurde.

## Trivia
Auf sowjetischer Seite kämpfte auch Ljudmila Pawlitschenko, die als erfolgreichste Scharfschützin gilt. Berühmtheit für ihre Leistungen erlangte die Sanitäterin Jewgenija Derjugina.